# ماهر عصام
ماهر عصام (5 أكتوبر 1979 - 3 شوال 1439 هـ / 17 يونيو 2018)، ممثل مصري. بدأ التمثيل منذ طفولته.

## عن حياته
كانت بداية مسيرته الفنية مع يوسف شاهين بفيلم اليوم السادس عام 1986، والذي شارك كطفل لا يتعدي عمره الـ10 سنوات، وشارك بعدها في فيلم «التعويذة» عام 1987، وسط نخبة من النجوم منهم محمود يس، يسرا، وشارك بنفس العام مع عادل إمام بفيلم «النمر والأنثى» وتوالت بعد ذلك مشاركته في العديد من الأعمال.

## أعمال

### أفلام
| - قرمط بيتمرمط:2019 - آسفين يا باشا:2018 - أسد سيناء:2016-أحمد الدفتار - عيال حريفة:2015-حلي - عمر وسلوى:2014 - أبو العريف:2014 - بنت من دار السلام:2014-سامح - سالم أبو أخته:2014-خيري - قلب الأسد:2013-سيد مسله - عش البلبل:2013-محامي (باسم) - 18 يوم:2011-عصام (ف4) - عزازيل:2011-عمر | - صرخة نملة:2011-إسماعيل سائق التاكسي - اثنين على الرصيف:2007 - هي فوضى:2007 - جاي في السريع:2005 - باب الشمس- العودة:2004-سليم - عودة مدرسة المشاغبين:2002-نصر - جواز بقرار جمهوري:2001-أيمن شقيق عمرو - أولى ثانوي:2001 - سكوت ح نصور:2001 - يمين طلاق:2000 | - الأبواب المغلقة:2000-عوضين - الآخر:1999 - حنحب ونقب:1997 - ضحية حب:1988-طفل - النمر والأنثى:1987-تامر - التعويذة:1987-تامر - امراة متمردة:1986-الطفل - اليوم السادس:1986-الطفل - فوزية البرجوازية:1985-بليه- طفل - بائع العصافير |

### مسلسلات
| - البارون:2017 - ستائر الخوف:2014 - عفاريت محرز:2014-ضيف شرف - جدو وولاد بنتو:2014 - في بيتنا حريقة:2013 - آخر عمارة على اليمين:2013 - فرقة ناجي عطا الله:2012-توبة - أنا المصري:2012 - الزناتي مجاهد:2011 - نور مريم:2011-حاتم - صدق أو لا تصدق:2011 - مذكرات سيئة السمعة:2010 | - دندوش بيأجر مفروش:2010 - الجماعة:2010 - الفوريجي:2010-سعيد - نوسة وبسبوسة:2009 - حضرة الضابط أخي:2009-هشام - عصابة بابا وماما:2009-نخلة - عبودة ماركة مسجلة:2009-سيد - زيزو 900:2009 - الأخوة كرامة عوف:2009 - عدى النهار:2008 - رست هاوس:2008 - قمر:2008 | - وعادت القلوب:2008 - الملك فاروق:2007-بترو - المطعم شي توتو:2006 - قضية نسب:2006-عصام - عواصف النساء:2005 - إمرأة من نار:2004-أحمد منصور الراوي - لدواعي أمنية:2002 - عيال محظوظة:2001 - قسمتي ونصيبي:2001-قسمتي (نبيل) - وجه القمر:2000 - الجذور:1999 | - أم كلثوم:1999 - عمو عزيز:1999-عبد المولى - قط و فار:1998 - أوراق مصرية (ج1):1998-اسماعيل زيدان- طفل - أحلام فستق:1996 - خمسة خمسة:1987-طفل - سفر الأحلام:1986-طفل - الكابتن جودة:1986-طفل - الوهم: - عيلة دودو: - الشهد المر: |

### أخرى
| - يا دنيا يا حرامي:2009 - مسرحية - ريا وسكينة في مارينا:2006 - مسرحية - ادلعي يا دوسة:2001 - مسرحية - تلاتة هاي واثنان باي باي:1999 - مسرحية - العين إللي صابت:1999- سهرة تلفزيونية | - الحلو ما يكملش:1997 - فوازير - هي والتلامذة:1987-طفل - مسرحية - زقاق المدق:1985-طفل - مسرحية - قلوب خضراء:-طفل- سهرة تلفزيونية - وتمت بحمد الله- سهرة تلفزيونية |

## وفاته
أصيب ماهر عصام بغيبوبة بشكل مفاجئ، دخل على إثرها «مستشفى إمبابة العام»، وبعد محاولات مضنية من قبل نقابة المهن التمثيلية، تم نقله إلى العناية المركزة بمستشفى دار الفؤاد ولكنه توفي في فجر يوم 17 يونيو 2018. وذكرت بعض المصادر أن الفنان «شريف إدريس» كشف أن عصام أصيب بنزيف في المخ، إثر انفعاله أثناء مباراة مصر والأوروغواي في كأس العالم 2018. وكتب شريف عبر حسابه في موقع فيسبوك: «هذا تحذير مهم جدًا، ماهر عصام تعرض لأزمة صحية منذ فترة، وكان يعاني من انفجار في شريان في المخ، ودخل المستشفى لفترة طويلة، واجتاز تلك الأزمة بنجاح، ماهر كان يشاهد مباراة مصر مع الأوروغواي وتعرض لانفعالات شديدة أدت لإصابته بنزيف في المخ».

## روابط خارجية
- ماهر عصام على موقع الدهليز
- ماهر عصام على موقع قاعدة بيانات الأفلام العربية